# Libraire
Un libraire est un commerçant qui vend des livres. Travaillant le plus souvent dans une librairie, il conseille et renseigne le client pour qu’il trouve le livre qu’il cherche tout en lui faisant découvrir de nouveaux auteurs et ouvrages.

## Historique

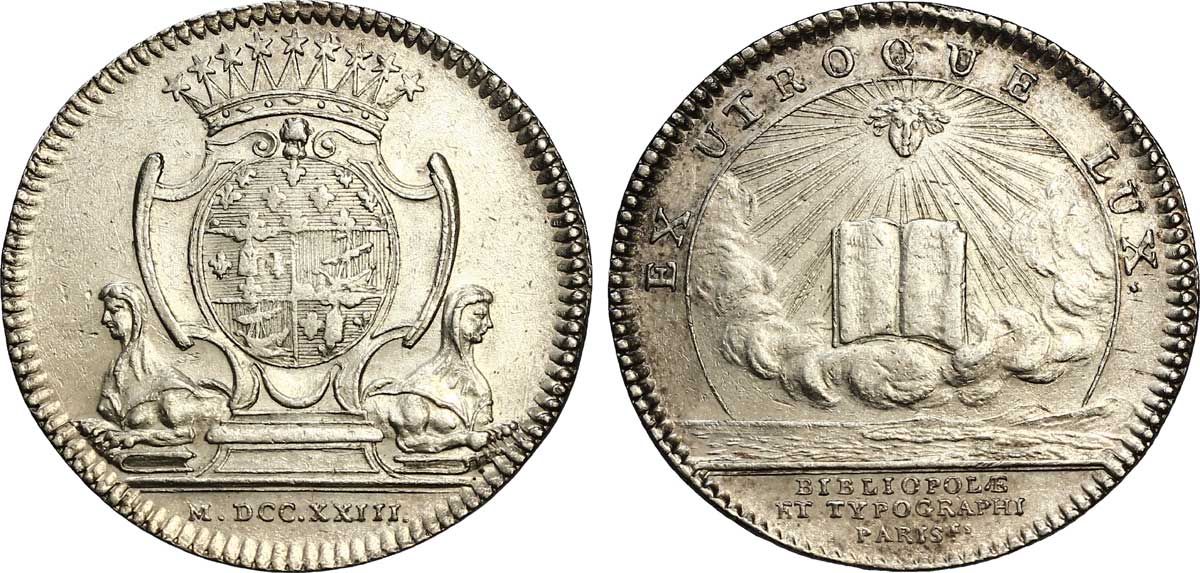
Jeton de la corporation française des libraires et imprimeurs (1723).

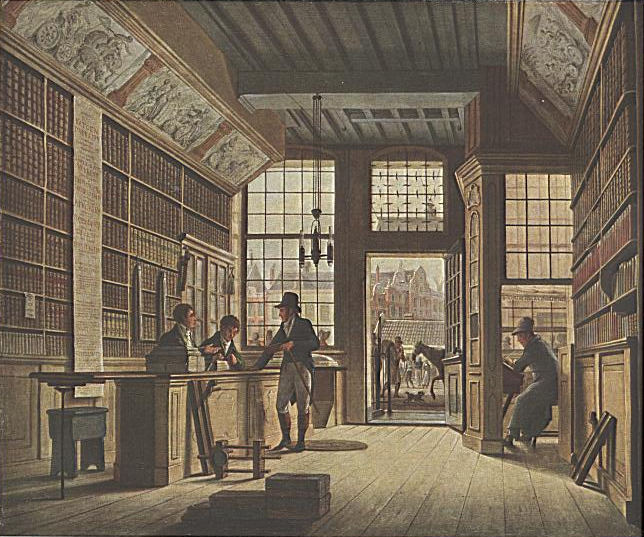
La librairie de Pieter Meijer Warnars de Johannes Jelgerhuis Rienksz (1820).

Les libraires existent dès l'Antiquité. Plusieurs auteurs antiques en mentionnent en Grèce et à Rome librarius ou bibliopola, esclaves chargés de copier des manuscrits qu'ils mettent en vente dans leurs boutiques, les taberna libraria.
Ce sont les esclaves dans l'antiquité qui effectuaient cette tâche pénible et lassante.
Jusqu'au haut Moyen Âge, les livres sont écrits dans les couvents par des moines.
Au XIIe siècle, la création des universités, dans les grandes villes en Occident, permet la création d'ateliers laïcs dans lesquels sont vendus des manuscrits réalisés par des copistes. La fabrication du manuscrit, dirigée par les libraires, à la fois éditeurs (les stationnaires, par opposition aux libraires ambulants) et commerçants, se répartit entre plusieurs confréries (parcheminier, enlumineur, relieur).
En 1275, Philippe Le Bel émet une ordonnance réglementant les libraires et chargeant l'Université de les surveiller, en particulier à Paris, ceux-ci n'ayant pas le droit de publier un livre sans accord royal.
L'invention de l'imprimerie par Gutenberg permet l'augmentation de la production de livres et leur diffusion.
Les libraires deviennent alors, marchands, éditeurs, imprimeurs, relieurs… Le livre devenu le principal vecteur d'idées s'il est utilisé par le pouvoir est également considéré comme une menace. Ainsi, la profession de libraire est alors réglementée, en 1744, par le « Code de la librairie et imprimerie de Paris » qui interdit le colportage et instaure le brevet de libraire.
Avant la Révolution, les libraires doivent tous demeurer dans les quartiers de l’Université et ils ne peuvent occuper qu’un seul magasin, fermé le dimanche. Ils ne peuvent éditer qu’après en avoir obtenu la permission du lieutenant général de police, l’approbation des censeurs et les lettres du grand sceau.
La Révolution supprime les corporations (loi d'Allarde) et établit la liberté entière pour l’exercice de la profession de libraire. Ceux-ci ne sont plus soumis qu’à la condition d’avoir une patente. La Convention, par décret du 19 juillet 1793, maintient les droits des auteurs, mais n’apporte aucune restriction à l’exercice du commerce de la librairie.
La liberté du commerce des livres instituée par la Révolution entraîne une véritable confusion en laissant s'installer des libraires peu compétents, si bien que Napoléon est sollicité pour rétablir le brevet de l’Ancien Régime. Le décret impérial du 5 février 1810 sépare le brevet de libraire-imprimeur de celui de libraire-éditeur (lequel achète les manuscrits aux auteurs, les fait imprimer et les débite dans sa boutique), introduisant de l'ordre chez les professionnels du livre, confondus avant 1789.
Les libraires sont, d'abord, principalement concurrencés par les bouquinistes et les colporteurs puis après la Guerre par la vente par correspondance, la vente en ligne, les clubs de livres, les grandes enseignes culturelles, les supermarchés… faisant disparaître un grand nombre de librairies. Afin de freiner la disparition de la profession, la loi relative au prix du livre est instaurée en 1981.

## Le métier de libraire

### Travail de l’assortiment

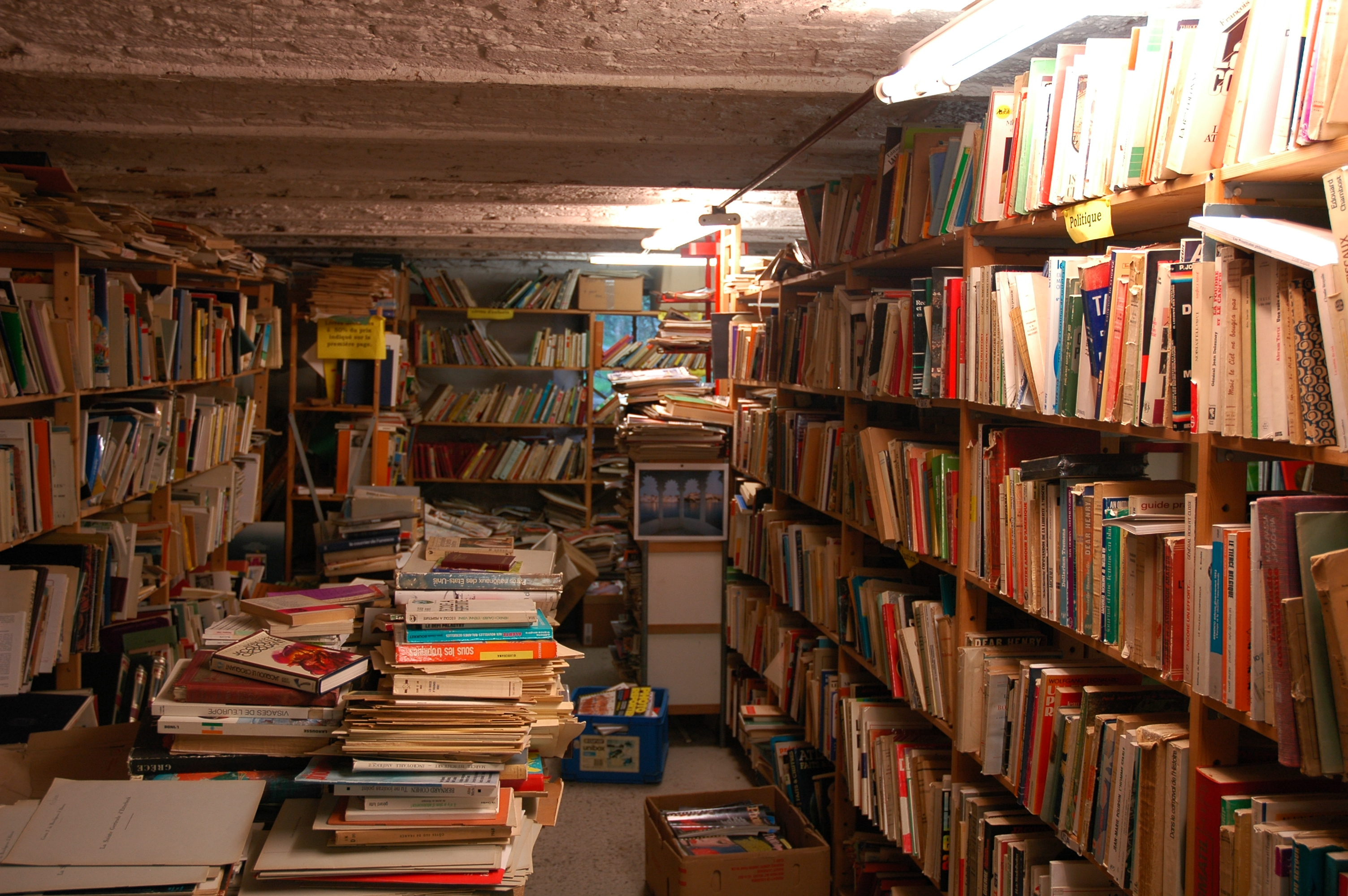
Intérieur d'une librairie.

Le libraire se tient au courant des parutions à venir (environ quatre à cinq mille nouveautés par mois) :
- par les canaux d’information professionnels que constituent, entre autres, la revue Livres-Hebdo et la base de données Électre ;
- en recevant les représentants des maisons d’édition, qui lui présentent les livres et prennent note de ses commandes, ou à défaut en travaillant à partir de documents de présentation.

Ces commandes concernant les nouveautés s’appellent l’office, qui constitue l’un des modes d’approvisionnement de la librairie. Le libraire choisit aussi de remettre ou non en commande les livres vendus, cela s’appelle le réassort. Il décide avec les représentants de mettre en place des opérations promotionnelles, généralement autour d’une collection. Enfin, il travaille son fonds pour proposer un choix de livres moins récents adapté à sa clientèle et qui correspondent plus spécifiquement au projet de la librairie.
Les retours sont les invendus des nouveautés. Ils sont choisis, retirés des rayons, saisis et mis en colis pour être renvoyés au fournisseur.

### Réception et mise en place des livres
Le libraire catalogue les nouveautés (en créant des fiches correspondantes dans le logiciel de gestion du magasin), reçoit les livres (en mettant le stock à jour) et leur attribue une place dans le magasin (présentation sur table, vitrines, mises en avant).

### Vente
La vente revêt plusieurs aspects :
- la mise en avant consiste à présenter les livres de façon ordonnée et attractive. Les éditeurs fournissent parfois du matériel (affiches, présentoirs, etc.) dit de publicité sur le lieu de vente ;
- le conseil : le libraire aide le client à choisir un livre, en le questionnant pour formuler sa demande de manière précise et en le renseignant sur les livres susceptibles de répondre à son attente ;
- la vente, généralement combinée avec le conseil, consiste à convaincre le client d’acheter un ou plusieurs livres, en mettant en avant les raisons pour lesquelles ils répondent à ses attentes, ou plus simplement en les lui proposant ;
- l’encaissement est la vente proprement dite ; le système informatique retire les livres vendus du stock tout en faisant office de caisse enregistreuse. Le libraire propose au client un sac pour transporter ses achats et si nécessaire un emballage cadeau.

## Qualités nécessaires
Le libraire doit tout d’abord aimer lire, pour connaître ses produits, et par conséquent conseiller ses clients. Il doit suivre l’actualité littéraire pour présenter les nouveautés.
Outre l’aspect littéraire important dans ce métier, un libraire doit avant tout être un bon gestionnaire. En effet, il est amené à gérer un stock à la fois au niveau de sa quantité mais aussi et surtout au niveau de sa qualité.
Une donnée importante du métier de libraire est aussi d’être un animateur culturel. Ce métier nécessite également des capacités physiques (les livres arrivent dans des cartons), relationnelles (le libraire s’occupe de clients tout autant que de livres) et que les hauts salaires ne sont pas répandus dans la profession[réf. nécessaire].

## Formation

### En France
Il existe de nombreuses filières pour devenir libraire :
- L'École de la Librairie (anciennement Institut National de Formation de la Librairie)[6] permet de préparer :
  - un Brevet professionnel de libraire, le recrutement s’effectuant en général à un niveau Bac.
  - une Licence professionnelle dont le recrutement s’effectue après un BP, un DUT/DEUG ou une deuxième année de licence validée.
- l'UCO Laval[7], permet de préparer une licence libraire en 2 ans accessible après une première année de licence ou tout bac+2 validé.
- le Centre de formation Profiile en Basse-Normandie (14)[8] propose un CAP de vendeur spécialisé Librairie Papeterie Presse ainsi que le BP spécialisé en librairie.
- Une filière universitaire, plus généraliste, débouche sur un « BUT Information Communication, option Métiers du Livre et du patrimoine ».
- Une nouvelle branche universitaire, accessible après un BP ou un DUT, permet de déboucher depuis 2004 sur une Licence professionnelle et forme des cadres en librairie.
- Un « Master Professionnel Information et Communication, option Métiers du Livre » est accessible après une licence.
- Des formations courtes comme celle proposée par la CCI de Lyon. Le diplôme délivré est un « Certificat de Qualification Vendeur en librairie » niveau IV.
- l'UCO Laval[9] propose également une licence d'Histoire option Métiers du Livre.

Par ailleurs, l'École de la Librairie organise des sessions de formation permanente et continue aux métiers de la librairie préparant notamment à la création et à la reprise de librairies indépendantes.
Mais le métier de libraire est surtout un métier de passionné qui nécessite un grand amour des livres. Donc peu importe votre formation (il est quand même conseillé d'avoir un diplôme), vous pourrez toujours postuler dans une librairie où l'on vous assignera une tâche ou un rayon en fonction de vos compétences. Mais vous pouvez également créer votre propre librairie à thème, par exemple une libraire avec de nombreux ouvrages mathématiques.

### En Belgique
En Belgique (Région wallonne), l'IFAPME organise des formations en alternance au métier de libraire. L'acquisition des compétences nécessaires à l'exercice de cette activité peut se faire dès 18 ans par la formation de chef d'entreprise.

### En Suisse
En Suisse, un apprentissage de 3 ans, combinant travail dans une librairie et jours de cours, permet d'obtenir un CFC (certificat fédéral de capacité) de libraire.

## Libraires connus
- Pierre Roffet, libraire et relieur du XVIe siècle ;
- André Le Breton, libraire-éditeur à l’origine de l’Encyclopédie ou Dictionnaire raisonné des sciences, des arts et des métiers de Diderot et d’Alembert ;
- Jacques Lacombe, libraire et avocat du XVIIIe siècle ;
- André-Charles Cailleau, libraire-éditeur du XVIIIe siècle ;
- Charles-Joseph Panckoucke, libraire-éditeur du XVIIIe siècle ;
- Pierre-François Ladvocat, libraire-éditeur du XIXe siècle, éditeur du livre des Cent et un ;
- Auguste Poulet-Malassis, libraire-imprimeur du XIXe siècle, éditeur des Fleurs du mal ;
- Adrienne Monnier tenait rue de l’Odéon à Paris, La Maison des Amis des Livres ;
- Le 26 août 1806, le libraire de Nuremberg, Johann Philipp Palm a été exécuté à Braunau sur Inn parce qu’il avait propagé l’écrit Deutschland in seiner tiefen Erniedrigung (L’Allemagne dans son humiliation profonde) ;
- Paul Ruat (1862-1936), établi à Marseille, il fut parmi les fondateurs de la Chambre syndicale des libraires de France et fut un témoin de l'histoire de la librairie au tournant du XXe siècle.
- Numéro 2 du journal《Le Mont-Fort[11]》, parut en novembre 2024, l'article sur le métier de libraire[12].